# علیرضا سمیع آذر
علیرضا سمیع آذر (زاده ۱۳۴۰) نویسنده و پژوهشگر تاریخ هنر و معماری اهل ایران است. او سال هاست که به تدریس تاریخ هنر و معماری معاصر جهان پرداخته و چندین کتاب در این زمینه ترجمه و تألیف کرده است.  وی در میان سال‌های ۱۳۷۷ تا ۱۳۸۴ (۱۹۹۸ تا ۲۰۰۵ میلادی)، در دوره ریاست جمهوری محمد خاتمی، مدیر موزه هنرهای معاصر تهران بود. دوره ریاست وی بر این موزه همراه بود با بازتر شدن فضای سیاسی و هنری ایران و نشان دادن دوبارهٔ گنجینه آثار آن موزه. سمیع آذر نشان افسری نظام هنر و ادبیات دولت فرانسه را دریافت کرده‌است. او همچنین نشان طلای انجمن ملی هنر آمریکا را به پاس تلاشش در تشویق و گسترش هنر دریافت کرده‌است. وی از بنیانگذاران  موسسه حراج تهران است و در حال حاضر مدیر موسسه فرهنگی آموزشی هنر فردا می باشد.

## زندگی
علیرضا سمیع آذر در سال ۱۳۴۰ زاده شد. او در سال ۱۳۶۹ در رشته معماری از دانشگاه تهران دانش‌آموخته شد. او در ۱۳۷۵ از رساله دکترای خود در زمینه معماری در دانشگاه مرکزی انگلستان که اکنون با عنوان Birmingham City University شناخته می‌شود، دفاع کرد.

## زندگی حرفه‌ای
سمیع آذر تا سال ۱۳۸۳ ریاست موزه هنرهای معاصر تهران را بر عهده داشت. در این دوره، سیاست‌های آزادی‌گرایانهٔ او امکان فضای موزه را وارد دوره‌ای جدید پس از انقلاب ۱۳۵۷ کرد که در آن آثار هنرمندان نامداری چون محسن وزیری‌مقدم، منصوره حسینی، پرویز تناولی، مرتضی ممیز، حسین زنده رودی، مسعود عربشاهی، بهجت صدر و سهراب سپهری برای بار دیگر اجازه نمایش در موزه را یافتند؛ هنرمندانی که گاه میانه خوبی با حکومت اسلامی ایران نداشتند.
مدیریت سمیع آذر بر موزه، همراه شد با افزایش همکاری‌های هنری میان موزه هنرهای معاصر و دیگر نهادهای هنری در سراسر جهان. پرویز کلانتری سمیع‌آذر را کسی می‌داند که پنجره هنر ایران را به سوی دنیا گشوده و توانسته است هنر آن کشور را از انزوای سیاسی و فرهنگی بیرون بیاورد.
پس از پایان ریاست جمهوری محمد خاتمی و روی کار آمدن محمود احمدی‌نژاد، سمیع آذر از مدیریت موزه هنرهای معاصر تهران استعفا داد. او همزمان (۱۳۷۶-۱۳۸۴) عضو هیأت علمی دانشکده هنرهای زیبای دانشگاه تهران و مدیر گروه پژوهش هنر این دانشکده بود که از ادامه همکاری با این دانشکده نیز کناره‌گیری کرد. از آن پس، وی وقت خود را صرف نوشتن مقاله‌های و کتاب‌های گوناگون دربارهٔ هنر معاصر ایران و جهان کرد؛ که از آن جمله می‌توان به اثر چندجلدی تاریخ هنر معاصر جهان و زایش مدرنیسم ایرانی اشاره کرد. کتاب‌های او با بازخورد بسیار مثبتی در ایران همراه بوده‌اند. آیدین آغداشلو کتاب انقلاب مفهومی وی را ستوده است و آن را نشانه توانایی تاریخ‌دانان ایرانی برای اظهار نظر در زمینه تاریخ هنر جهان دانسته است.
وی از سال ۱۳۹۷ مؤسسه فرهنگی آموزشی هنر فردا را با همکاری سید محمد بهشتی و مرتضی کاظمی تأسیس کرد و تا حال حاضر در آن مؤسسه مشغول به تدریس است. مؤسسه هنر فردا یکی از مهمترین و بزرگترین آموزشگاه های هنری در ایران است.
از جمله منصب‌های هنری سمیع آذر می‌توان به ریاست فرهنگسرای نیاوران (۱۳۶۱–۱۳۶۲) نیز اشاره کرد. وی همچنین حراج تهران را از سال ۱۳۹۱ به صورت نهادی مستقل و خصوصی بنیان نهاد.

## کتاب‌ها
تألیف
- تاریخ هنر معاصر جهان: اوج و افول مدرنیسم، ۱۳۸۸
- تاریخ هنر معاصر جهان: انقلاب مفهومی، ۱۳۹۱
- تاریخ هنر معاصر جهان: امواج پست مدرن، ۱۳۹۹
- زایش مدرنیسم ایرانی، ۱۳۹۶

ترجمه
- ادوارد لوسی‌اسمیت، مفاهیم و رویکردها در آخرین جنبش‌های هنری قرن بیستم، ۱۳۸۰
- ادوارد لوسی‌اسمیت، جهانی شدن و هنر جدید، ۱۳۸۲